# Baby, It’s Cold Outside
Baby, It’s Cold Outside – popowy standard napisany przez Franka Loessera na duet głosów: żeński i męski.
Standard ten powstał w 1944, a premierowo wykonał go Loesser wraz z żoną podczas rodzinnego przyjęcia w ich hotelu. Żeński głos w „Baby, It’s Cold Outside” określany jest mianem „The Mouse”, a męski jako „The Wolf”. Tekst utworu mówi o tym jak mężczyzna próbuje namówić kobietę, aby została z nim po randce. Kobieta jest niezdecydowana, ale za tym by została, przemawia fakt, iż (jak sugeruje tytuł) na zewnątrz jest zimno („It’s Cold Outside”).
W 1948 roku, po latach nieformalnych wykonań fragmentów piosenki, Loesser sprzedał prawa do „Baby, It's Cold Outside” MGM, która już rok później wykorzystała utwór w musicalu Neptune's Daughter. Film zawierał dwa wykonania piosenki: przez Ricardo Montalbána i Esther Williams, a także przez Reda Skeltona i Betty Garrett. Wykonania te przyniosły Frankowi Loesserowi nagrodę Akademii za najlepszą oryginalną piosenkę filmową. Piosenkę można również usłyszeć w amerykańskim serialu Glee, gdzie wykonywana jest przez Chrisa Colfera, Darrena Crissa.

## Wykonania
Źródło:
- 1949: Ella Fitzgerald
- 1956: Jo Stafford

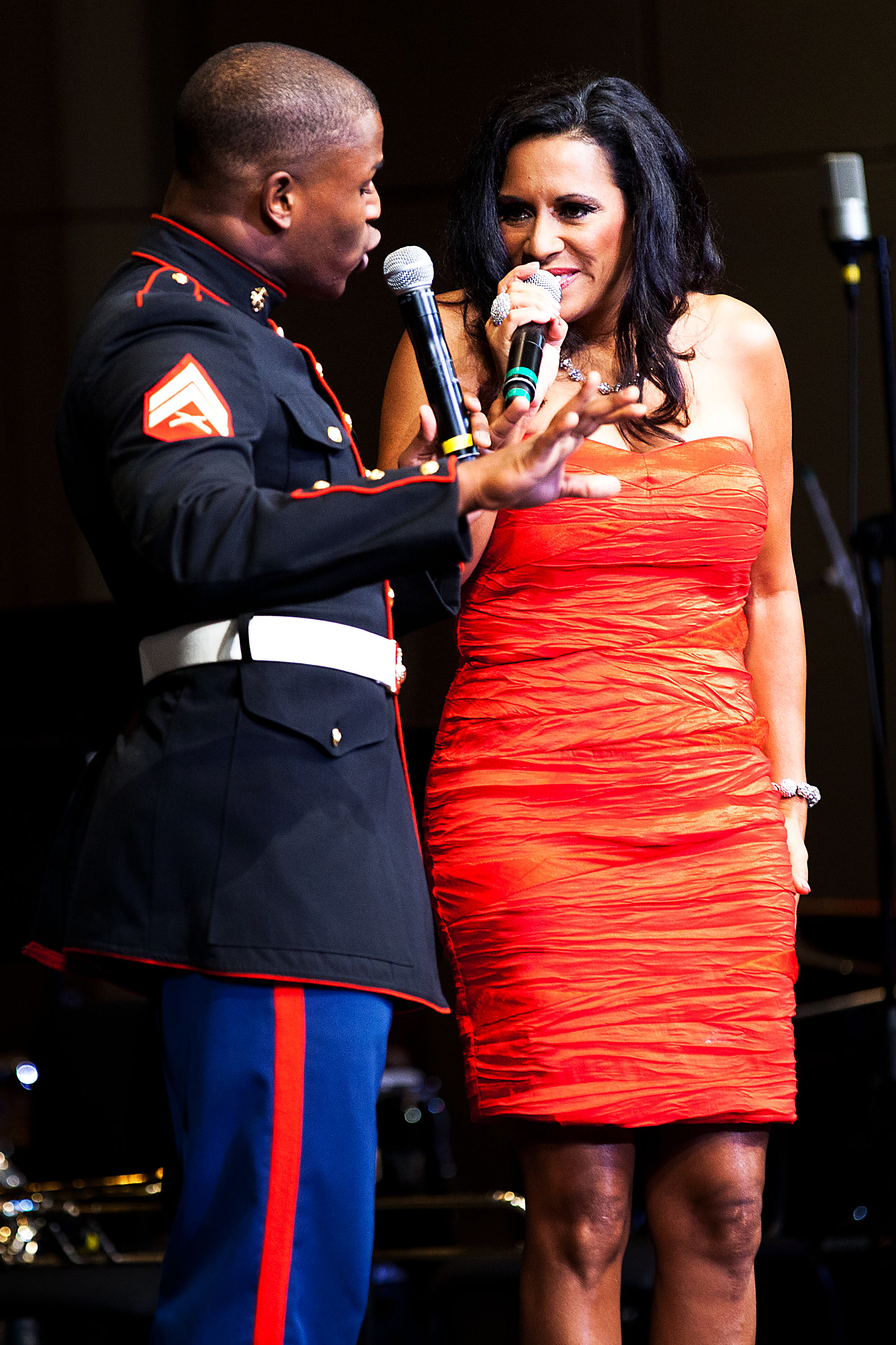
Kapral Jeremy Catledge, puzonista z Piechoty Morskiej USA i gościnnie śpiewająca Ginai wykonują „Baby It’s Cold Outside” podczas koncertu charytatywnego (2011).

- 1957: Sammy Davis Jr., Carmen McRae
- 1959: Dean Martin
- 1960: Steve Lawrence, Eydie Gorme (Steve and Eydie)
- 1961: Ray Charles, Betty Carter
- 1962: Oliver Reed, Joyce Blair
- 1966: Wes Montgomery, Jimmy Smith (The Dynamic Duo)
- 1986: Jack Nicholson, Meryl Streep (Zgaga)
- 1990: Barry Manilow, K.T. Oslin
- 1991: Bette Midler, James Caan (Dla naszych chłopców)
- 1998: Bobby Caldwell, Vanessa Williams
- 1999: Tom Jones, Cerys Matthews
- 2001: Holly Cole
- 2001: Alan Cumming, Liza Minnelli[4]
- 2002: Ann-Margret, Brian Setzer
- 2002: Lee Ann Womack, Harry Connick Jr.
- 2003: Leon Redbone, Zooey Deschanel
- 2004: Jessica Simpson, Nick Lachey
- 2004: Rod Stewart, Dolly Parton[a]
- 2004: James Taylor, Natalie Cole
- 2004: Wheat, Liz Phair
- 2005: Maureen Washington, David Sproule
- 2006: Leigh Nash, Gabe Dixon
- 2006: The Trekky Yuletide Orchestra
- 2007: Karin Bergquist, Linford Detweiler
- 2007: Susi Hyldgaard
- 2008: Lady Antebellum[5]
- 2008: Michael Bublé, Anne Murray
- 2010: Willie Nelson, Norah Jones
- 2010: Darren Criss, Chris Colfer (Glee)
- 2012: Colbie Caillat, Gavin DeGraw
- 2012: Cee Lo Green, Christina Aguilera (Cee Lo's Magic Moment)